# Salman Rushdie
Ahmed Salman Rushdie (rojen 19. junija 1947) je pisatelj, romanopisec in esejist z britansko-indijskimi koreninami. V njegovih delih se prepletata magični realizem in zgodovinska fikcija. Najpomembnejše teme, ki jih zajame, so politika, postkolonializem, migracije ter nemiri med zahodnimi in vzhodnimi civilizacijami. Predvsem po razglasitvi fatve (določa pravila vedenja islamskega človeka v situacijah, ki so nejasne ali sporne) s strani iranskih oblasti zaradi njegovega romana Satanski stihi se je Rushdie s svojimi deli redno pojavljal na skoraj vseh seznamih finalistov za najuglednejše svetovne literarne nagrade. 

## Življenje
Ahmed Salman Rushdie je rojen 19. junija 1947 v Mumbaju, Indiji. Njegov oče Anis Ahmed Rushdie je bil izobražen poslovnež, mama Negin Bhatt pa učiteljica. Rushdie je šolanje začel v svojem rojstnem kraju, v zasebni šoli Cathedral and John Connon School. Šolanje je nadaljeval v Rugby School, v okrožju Warwickshire v osrednji Angliji. Študij je zaključil na King's College v Cambridgeu. Svojo poklicno pot je začel kot pisec pri oglaševalski agenciji Ogilvy & Mather, kjer je ustvaril številne znane oglase za pomembnejša podjetja, kot sta Nestlé in American Express. V tem času je napisal svoj prvi roman Grimus (1975), ki je bil med publiko in literarnimi kritiki ignoriran. Leta 1981 je napisal roman z naslovom Otroci polnoči, ki je bil zaslužen za njegovo prepoznavnost v tistem času. Roman je fiktivna avtobiografija Salema Sinaja, ki se je rodil natanko ob polnoči, na dan osamosvojitve Indije, in ima, kot vsi ostali “otroci polnoči“, nenavadne sposobnosti. Salem pripoveduje svojo življenjsko zgodbo gospodinji Padmi, hkrati pa piše o javnem političnem dogajanju sodobne Indije. Roman prištevajo med postkolonialno literaturo in je napisan v stilu magičnega realizma. V romanu Rushdie predstavi vidike in posledice kolonizacije ter vprašanja, povezana z osamosvajanjem in težavami nekoč kolonizirane države. Glavno vlogo v romanu pogosto primerjajo z Rushdiejem, a avtor venomer zavrača te domneve z besedami, češ da ljudje domnevajo, da lik postane avtobiografski, če so določene značilnosti vzete iz življenja in izkušenj avtorja. V tem smislu naj namreč nikoli ne bi ustvaril avtobiografskega lika. 
Ko je napisal roman Otroci polnoči, se je lotil pisanja tretjega romana z naslovom Sram (Shame), ki govori o političnih nemirih v Pakistanu. Delo Satanski stihi (1988) je privzdignilo veliko prahu in pisatelja prisililo v to, da je večji del svojega življenja preživel na begu in v skrivanju. A to ga ni ustavilo pri pisanju in celo izdajanju knjig, le da jih je v naslednjih nekaj letih izdajal pod psevdonimi. Rushdie je dolgo časa uporabljal skrivno ime Joseph Anton, ki je obenem tudi naslov avtobiografije, v kateri se vrne nazaj v svojo mladost in postopoma analizira svoj razvoj kot pisatelj ter razloži ozadje nastanka svojega najbolj odmevnega romana. Rushdie o sebi piše v tretji osebi, vendar je moč opaziti, da gre za osebno izpoved, v kateri se hoče zahvaliti tistim, ki mu v hudih časih niso obrnili hrbta. Hkrati kritizira tiste, ki so se ustrašili kazni in se obrnili stran. Joseph Anton velja za eno najbolj napetih literarnih avtobiografij zadnjega časa.

## Delo
Rushdiejev prepoznavni književni slog kritiki najpogosteje označujejo kot magični realizem (npr. delo Dve leti, osem mesecev in osemindvajset dni). Teme, ki prevladujejo v njegovih delih, so povezanost, razcepljenost in migracije med Vzhodom in Zahodom.

## Mišljenje
Iz filozofskega vidika je Rushdie zagovarjal uporabo višje, objektivne kritike, celo pozval k reformi islama. »Potreben je korak naprej od tradicije, nič manj kot reformno gibanje, da se temeljni koncepti islama prenesejo v moderno dobo. Muslimanska reformacija, ki se bo borila ne samo proti džihadističnim ideologom, temveč tudi proti prašnim, zadušljivim semeniščem tradicionalistov, ki bodo odprta okna, da spuščajo prepotrebni svež zrak. [...] Skrajni čas je, da za začetek muslimani razodetje svoje religije preučijo kot dogodek v zgodovini, ne nadnaravno nad njo. [...] Razširjenost je povezana s strpnostjo; odprtost je brat ali sestra miru.« Salman Rushdie. 
Rushdie velja za kritika kulturnega relativizma. Naklonjen je temu, da stvari imenujemo s pravimi imeni, in se nenehno prepira, kaj je narobe in kaj prav. Kot je nekoč v intervjuju dejal sam: »Vsi, ne glede na svoje ozadje, moramo nenehno preučevati zgodbe, znotraj katerih in s katerimi živimo. Vsi živimo v zgodbah, tako imenovanih velikih pripovedih. Narod je zgodba. Družina je zgodba. Religija je zgodba. Skupnost je zgodba. Vsi živimo znotraj teh pripovedi in z njimi. In zdi se mi, da je opredelitev vsake žive in živahne družbe ta, da te zgodbe nenehno sprašuješ. Da se nenehno prepiraš glede zgodb. V resnici se prepiranje nikoli ne ustavi. Argument sam je svoboda [...].«
Kot zagovornik verske satire je religije označil za srednjeveško obliko nerazumnosti. Velja za humanista, ki verjame, da sta branje in pisanje pot za razumevanje človeškega obstoja. Izkazal je celo podporo feminizmu, kar priča o izredno napredni miselnosti. Tako zaradi literarnih dosežkov kakor tudi številnih škandalov, ki ga spremljajo, velja za enega najuspešnejših pisateljev 20. stoletja.

### Romani
- Grimus (1975)
- Midnight's Children (Otroci polnoči) (1981)
- Shame (Sram) (1983)
- The Satanic Verses (Satanski stihi) (1988)
- The Moor's Last Sigh (1995)
- The Ground Beneath Her Feet (1999)
- Fury (2001)
- Shalimar the Clown (2005)
- The Enchantress of Florence (2008)
- Two Years Eight Months and Twenty-Eight Nights (2015)
- The Golden House (2017)
- Quichotte (2019)

### Zbirke
- East, West (1994)
- Mirrorwork: 50 Years of Indian Writing 1947–1997 (1997, Editor, with Elizabeth West)
- The Best American Short Stories (2008, Guest Editor)

### Otroške knjige
- Haroun and the Sea of Stories (1990)
- Luka and the Fire of Life (Luka in ogenj življenja) (2010)

### Eseji
- The Jaguar Smile: A Nicaraguan Journey (1987)
- "In Good Faith," Granta, (1990)
- Imaginary Homelands: Essays and Criticism, 1981–1991 (1992)
- "The Wizard of Oz: BFI Film Classics," British Film Institute (1992)
- "Mohandas Gandhi," Time (13. 4.1998)
- "Imagine There Is No Heaven," Letters to the Six Billionth World Citizen by Uitgeverij Podium (1999)
- Step Across This Line: Collected Nonfiction 1992–2002 (2002)
- "The East Is Blue" (2004)
- "A fine pickle," The Guardian (2009)
- "In the South," Booktrack (2012)
- Joseph Anton: A Memoir (Jožef Anton: Spomini) (2012)

## Prevodi v slovenščino
Rushdiejeva dela daljše proze, ki so ugledala luč slovenskega prevoda, so romani "Klovn Šalimar" (Shalimar the Clown), "Mavrov poslednji vzdih" (The Moor's Last Sigh), "Otroci polnoči" (Midnight's Children), "Satanski stihi" (The Satanic Verses) in "Tla pod njenimi nogami" (The Ground Beneath Her Feet). V slovenščino so prevedli tudi Rushidejevi deli znanstvenofantastične proze: "Harun in morje zgodb" (Haroun and the Sea of Stories) in "Luka in ogenj življenja" (Luka and the Fire of Life). V slovenskem jeziku lahko preberemo tudi avtorjevo avtobiografsko delo "Joseph Anton: Spomini" in kratko zgodbo "Vzhod, zahod". Roman Otroci polnoči je izšel celo v Braillovi pisavi.

## Nagrade in življenjski dosežki
Za svoje delo je Rushdie prejel mnogo nagrad. Leta 1981 je s svojim romanom Midnight`s Children (Otroci polnoči) osvojil Bookerjevo nagrado, še dvakrat za tem pa je bila ta ista knjiga razglašena tudi za najboljši roman. Shame (Sram) iz leta 1983 je prejel nagrado iranske vlade za najboljši prevod leta. Leta 2007 je na Univerzi Harvard prejel nagrado za izjemno življenjske dosežke na področju kulturnega humanizma (Outstanding Lifetime Achievement in Cultural Humanism), istega leta pa ga je Kraljica Elizabeta II. povitezila in s tem počastila njegovo delo. Leta 2008 pa ga je britanski časopis The Times označil kot trinajstega od petdesetih najboljših britanskih pisateljev od leta 1945 naprej. Kasneje je prejel še nagrado Zlato pero (2010) ter nagrado Hansa Christiana Andersena (2014).